# Анри Моасан
Анри Моасан (фр. Henri Moissan; Париз, 28. септембар 1852 — Париз, 20. фебруар 1907) био је француски хемичар. Добио је Нобелову награду за хемију 1906. за рад на изолацији флуора из његових једињења.
За постојање флуора се знало много година, али покушаји да се припреми били су неуспешни. Неки су и умрли експериментишући и покушавајући да га изолују. Кад се припреми, флуор реагује са свим око себе и поново ствара једињења. Његова велика реактивност је спречавала покушаје изолације.
Моасан је успео да електролизом раствора калијум хидроген флуорида (KHF2) у текући хидроген флуорид (HF). Та мешавина је била потребна јер хидроген флуорид није проводник. Направио је апарат са платинско иридијумским електродама у платинском држачу и охладио је на -50 °C. Тиме је потпуно изоловао водоник на негативним електродама, а флуор на позитивним електродама. То је начин како се флуор и дан данас производи. Никл се може користити за држање елементарног флуора. Развија се заштитни слој никл флорида, слично као оксидни слојеви на алуминијуму.
Наставио је да проучава хемију флуора. Допринео је развоју електричних лучних пећи и покушао је да створи дијаманте користећи угљеник из других једињења.
Током 1893. године проучавао је фрагменте метеорита нађеног у Дијабло кањону у Аризони. У тим фрагментима је открио нови минерал, па је након интензивног истраживања закључио да је нови минерал направљен од силицијумовог карбида. Минерал је 1905. године назван моасанит у његову част. Умро је нагло у Паризу фебруара 1907. године, кратко након добијања Нобелове награде. Не зна се да ли његови експерименти са опасним флуором допринели његовој прераној смрти. Био је Јеврејин по мајчиној страни.